# Najeeb Halaby
Najeeb Elias Halaby Jr., detto Jeeb (Dallas, 19 novembre 1915 – McLean, 2 luglio 2003), è stato un aviatore e uomo d'affari statunitense.

## Biografia

### Origini e istruzione
Najeeb Halaby nacque nel 1915, figlio di Najeeb Elias Halaby Sr. (1878-1928), un cristiano siriano emigrato nel 1891 alla volta degli Stati Uniti d'America, e della texana Laura Wilkins (1889-1987).
Dopo la morte del padre visse a Los Angeles e a Santa Barbara. Conseguì un Bachelor of Arts all'Università di Stanford nel 1937, poi un Bachelor of Laws nel 1940 presso l'Università del Michigan e l'Università Yale.

### Carriera
Durante l'adolescenza si allenò come aviatore e dal 1942 al 1943 lavorò come pilota collaudatore alla Lockheed Aircraft Corporation, durante la seconda guerra mondiale. Il 1⁰ maggio 1945 divenne la prima persona a effettuare un volo transcontinentale nella storia degli Stati Uniti. Partì in California dalla Muroc Air Force Base e atterrò nel Maryland presso la Naval Air Station Patuxent River, impiegandoci 5 ore e 40 minuti.
Dal 1948 al 1953 fu consulente del Dipartimento della difesa e dal 1952 al 1954 ricoprì l'incarico di vice assistente per la sicurezza internazionale al Dipartimento di Stato. Dal 1953 al 1956 presiedette l'American Technology Corporation e fu segretario-tesoriere all'Aerospace Corporation. Dal 1959 al 1961 lavorò nel settore privato come avvocato, finché il presidente Kennedy lo nominò amministratore della Federal Aviation Agency, fino al 1965. Durante il mandato rafforzò i legami con il Civil Aeronautics Board e venne fondata la U.S. Flight Academy a Oklahoma City.
Nel 1968 venne nominato presidente della Pan American World Airways, ma dall'anno seguente vi ricoprì il ruolo di amministratore delegato. In questo periodo stimolò l'utilizzo dei Jumbo Jet e lavorò per aumentare la parità di trattamento per i membri degli equipaggi aerei appartenenti alle minoranze etniche. Allo stesso tempo volle sviluppare la sicurezza nei voli e la prevenzione dei dirottamenti aerei. Tuttavia la Pan Am andò in crisi a causa di difficoltà finanziarie e Najeeb, ritenuto dal Consiglio il capro espiatorio, venne licenziato nel 1972. Il suo mandato, infatti, coincise con un periodo generale di recessione, di aumento della concorrenza e dei costi dei Jumbo Jet, all'epoca appena introdotti.
Nel 1973 fondò l'Halaby International Corporation, di cui fu presidente fino alla morte, e nel 1980 istituì la DartRail, visti i suoi interessi per i sistemi ferroviari. Dal 1985 al 1998, rivestì l'incarico di chairman nella Dulles Access Rapid Transit e dal 1992 al 1998 esercitò lo stesso ruolo presso Save the Children.

### Morte
Morì nel 2003 all'età di 87 anni.

## Vita privata
Il 24 dicembre 1945 sposò Doris Carlquist (1918-2015), da cui divorziò nel 1977. Ebbero tre figli: Lisa, Christian e Alexa.
Si sposò in seconde nozze con Jane Allison Coates (1924-1996) nel 1980. Rimasto vedovo, dal 1997 alla sua morte è stato sposato in terze nozze con Libby Anderson Cater (1925-2022).

## Opere
- (EN) Crosswinds: An Airman's Memoir, 1978.[1]

## Onorificenze

### Onirificenze straniere[1]
- Legion d'onore (Francia)
- Ordine nazionale del Cedro (Libano)
- Ordine dell'Indipendenza (Giordania)

### Altre onorificenze[1]
- Arthur Fleming Award;
- Godfrey L. Cabot Award;
- Monsanto Air Safety Award;
- Glen Gilbert Air Traffic Award.